# Sérgio Almir dos Santos
Sérgio Almir dos Santos (Indaial, 7 de abril de 1961) é um advogado e político brasileiro. Foi 25º prefeito de sua cidade natal, sendo o sucessor de Olímpio José Tomio, que governou durante oito anos. Sérgio é casado com Marineusa dos Santos e tem dois filhos, Ana Karoline e Sérgio Almir Júnior.

## Biografia
Serginho, como é conhecido, já ocupou por três vezes uma das cadeiras de vereador da câmara municipal de Indaial, nos mandatos de 1988, 1992 e 1996, sempre pelo PMDB. Em 2000, também pelo PMDB, concorreu à vice-prefeito para a candidatura de Eduardo Huebes. A dupla recebeu 7.902 votos, contra 8.608 de Olímpio Tomio (PT), o prefeito eleito.
Em 2004, Sérgio voltou a disputar as eleições, mas desta vez como candidato à prefeito. O então atual ocupante do cargo, Olímpio Tomio, tentava a reeleição. O resultado da disputa de 3 de outubro de 2004 foi curioso: Tomio reelegia-se por apenas um voto a mais que Sérgio (9.133 contra 9.132), porém, horas antes da divulgação deste resultado, o que sabia-se era que dos Santos havia ganho com uma diferença de aproximadamente 400 votos a mais que Olímpio, fato amplamente divulgado por uma rádio local. Foi durante as comemorações pela vitória de Sérgio que apareceu uma notícia providencial: uma urna eleitoral havia sido esquecida nas contagens, e os votos computados naquela seção deram a reeleição à Tomio, por apenas um voto de diferença. O fato fez das eleições de 2004 as mais marcantes da história de Indaial.
No ano de 2008, considerado o resultado da eleição anterior, Sérgio dos Santos volta a concorrer ao cargo de prefeito e, desta vez, elege-se com pouco mais de 19 mil votos, aproximadamente 63% dos votos válidos.
Em 2012, Serginho e Tomio (PT) novamente disputam a Prefeitura, o peemedebista vence com ampla vantagem e conquista a reeleição. Santos recebeu mais de 20 mil votos (ficando com 65%) e o petista fez pouco mais de 10 mil (ficando com 34%).
Em 2018 se candidatou à deputado estadual mas ficou na suplência. Em 2020 se filiou ao Progressistas.